# Châteauneuf-d'Oze
Châteauneuf-d'Oze é uma comuna francesa na região administrativa da Provença-Alpes-Costa Azul, no departamento de Altos-Alpes. Estende-se por uma área de 26,23 km². Em 2010 a comuna tinha 33 habitantes (densidade: 1,3 hab./km²).